# Station Benkheim
Station Benkheim was een spoorwegstation in de Oost-Pruisische plaats Benkheim (het tegenwoordige Banie Mazurskie in Polen) aan de lijn van Angerburg naar Goldap. Na de Tweede Wereldoorlog is de lijn gesloten en opgebroken.